# John Denison, 1. Viscount Ossington

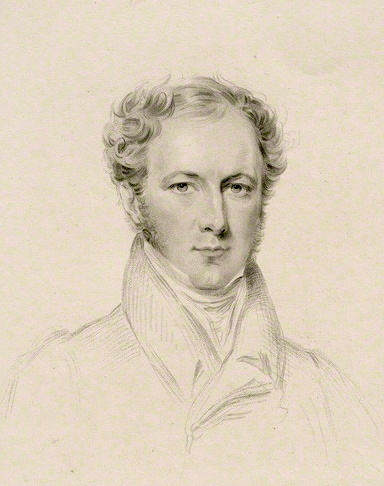
John Evelyn Denison

John Evelyn Denison, 1. Viscount Ossington (* 27. Januar 1800 in Nottinghamshire; † 7. März 1873) war ein britischer Politiker der Liberal Party und Sprecher des Unterhauses (House of Commons).

## Studium und Familie
Der Sohn des Unterhausabgeordneten John Denison absolvierte nach der Schulausbildung am Eton College ein Studium an der Christ Church (Oxford).
1827 heiratete er die Tochter des damaligen Lord Privy Seal und Ministers ohne Portefeuille William Bentinck, 4. Duke of Portland.

## Politische Laufbahn

### Abgeordneter
Seine politische Laufbahn begann er bereits 1823 mit der Wahl zum Abgeordneten des Unterhauses (House of Commons). Dort vertrat er bis 1826 die Interessen der Whig des Wahlkreises Newcastle-under-Lyme. 1826 wurde er zum Abgeordneten des Wahlkreises Hastings gewählt. 1830 kandidierte er erfolglos im Wahlkreis Newcastle-under-Lyme. Er kandidierte auch bei der Nachwahl 1830 im Wahlkreis Liverpool, wurde aber nicht gewählt. 1831 gelang ihm jedoch die Wiederwahl als Abgeordneter für den Wahlkreis Nottinghamshire. Nach der Wahlkreisreform, dem Reform Act 1832, wurde er als Abgeordneter des Wahlkreises South Nottinghamshire in das House of Commons gewählt. Bei den Unterhauswahlen von 1837 verlor er jedoch seinen Sitz. 1841 gelang ihm der Wiedereinzug in das House of Commons, wo er bis 1857 den Wahlkreis Malton und dann bis 1872 den Wahlkreis North Nottinghamshire vertrat.

### Parlamentssprecher und Mitglied des Oberhauses
Während der Regierung von George Canning vom 12. April bis 8. August 1827, der kürzesten Regierungszeit eines britischen Premierministers, hatte er eine untergeordnete Position als Ratgeber des Duke of Clarence, dem damaligen Lord High Admiral, inne.
Im April 1857 wurde er überraschenderweise als Nachfolger von Charles Shaw-Lefevre zum Sprecher (Speaker) des House of Commons ernannt. In diesem Amt wurde er drei Mal wiedergewählt, ehe er im Februar 1872 zurücktrat. Als Sprecher vertrat er überwiegend die Positionen von traditionellen Großgrundbesitzern und der Church of England. Daneben war er insbesondere enger Freund und politischer Verbündeter des dreimaligen Premierministers Earl of Derby sowie des mehrfachen Ministers George Campbell, 8. Duke of Argyll. Während seiner Amtszeit gab er eine Erklärung über die Wertung von Sprecherstimmen bei Abstimmungen ab, die als Speaker Denison‘s Rule Bestandteil des Parlamentsrechts wurde. Nachfolger als Unterhaussprecher wurde Henry Brand.
Nach seinem Rücktritt als Parlamentssprecher wurde er am 13. Februar 1872 traditionsgemäß in den erblichen Adelsstand erhoben. Er führte den Titel eines Viscount Ossington, of Ossington in the County of Nottingham und gehörte als solcher dem Oberhaus (House of Lords) an. Die ihm angebotene übliche Pension eines Unterhaussprechers verweigerte er jedoch. Da er kinderlos am 7. März 1873 verstarb, erlosch sein Adelstitel bereits nach nur dreizehn Monaten.

## Veröffentlichung
1899 erschienen posthum die aus seinem Tagebuch entnommenen Memoiren Notes from my Journal when Speaker of the House of Commons. Seine gesammelten Schriften befinden sich im Archiv der University of Nottingham.